# Ahmad Ier ibn Hasan al-Muizziyya
 (mai 2025).
La mise en forme du texte ne suit pas les recommandations de Wikipédia : il faut le « wikifier ».
Les points d'amélioration suivants sont les cas les plus fréquents. Le détail des points à revoir est peut-être précisé sur la page de discussion.
- Les titres sont pré-formatés par le logiciel. Ils ne sont ni en capitales, ni en gras.
- Le texte ne doit pas être écrit en capitales (les noms de famille non plus), ni en gras, ni en italique, ni en « petit »…
- Le gras n'est utilisé que pour surligner le titre de l'article dans l'introduction, une seule fois.
- L'italique est rarement utilisé : mots en langue étrangère, titres d'œuvres, noms de bateaux, etc.
- Les citations ne sont pas en italique mais en corps de texte normal. Elles sont entourées par des guillemets français : « et ».
- Les listes à puces sont à éviter, des paragraphes rédigés étant largement préférés. Les tableaux sont à réserver à la présentation de données structurées (résultats, etc.).
- Les appels de note de bas de page (petits chiffres en exposant, introduits par l'outil «  Source ») sont à placer entre la fin de phrase et le point final[comme ça].
- Les liens internes (vers d'autres articles de Wikipédia) sont à choisir avec parcimonie. Créez des liens vers des articles approfondissant le sujet. Les termes génériques sans rapport avec le sujet sont à éviter, ainsi que les répétitions de liens vers un même terme.
- Les liens externes sont à placer uniquement dans une section « Liens externes », à la fin de l'article. Ces liens sont à choisir avec parcimonie suivant les règles définies. Si un lien sert de source à l'article, son insertion dans le texte est à faire par les notes de bas de page.
- La présentation des références doit suivre les conventions bibliographiques. Il est recommandé d'utiliser les modèles {{Ouvrage}}, {{Chapitre}}, {{Article}}, {{Lien web}} et/ou {{Bibliographie}}. Le mode d'édition visuel peut mettre en forme automatiquement les références.
- Insérer une infobox (cadre d'informations à droite) n'est pas obligatoire pour parachever la mise en page.

Pour une aide détaillée, merci de consulter Aide:Wikification.
Si vous pensez que ces points ont été résolus, vous pouvez retirer ce bandeau et améliorer la mise en forme d'un autre article.
Ahmad b. al-Ḥasan Abī l-Ḥusayn, appelé Ahmad Ier, fut le deuxième émir kalbite de l' émirat de Sicile .

## Biographie
À la mort en 964 de son père, al-Ḥasan ibn ʿAlī al-Kalbī , Aḥmad lui succéda et dirigea l'île jusqu'en 969.
Les relations avec les Byzantins s'améliorèrent quelque peu durant son émirat, en raison des ambitions du Saint-Empire romain germanique sur l'Italie du Sud et la Sicile, ce qui conduisit à une sorte d'alliance entre Constantinople et les Fatimides.
L'empereur allemand Otton II s'avança jusqu'en Calabre , mais se trouva confronté aux forces siciliennes-arabes et gréco-byzantines et à l'affrontement entre les forces du premier et celles de ses antagonistes ʿAlī b. al-Ḥasan, fils du premier Wali kalbite de Sicile, eut lieu à Capo Colonna , en Calabre, en juillet 982 et la coalition islamo-chrétienne en sortit victorieuse.
Comme le rappelle Umberto Rizzitano dans le lemme qu'il a édité sur les Kalbites, il s'agit de l'affrontement le plus important entre les musulmans de Sicile et les chrétiens de leurs domaines, puisque ceux de Calabre en 986, le siège de Cosenza en 988, quelques attaques offensives contre Tarente en 991, l'incursion sur Matera en 994, l'attaque surprise sur Bénévent en 1002 et enfin un bref siège de Capoue ont eu moins d'importance.

## Sources
- «Kalbids», dans : L'Encyclopédie de l'Islam , nouvelle édition.